# Анна Мария Гессен-Кассельская
Анна Мария Гессен-Кассельская (нем. Anna Maria von Hessen-Kassel; 27 января 1567, Кассель — 21 ноября 1626, Нойнкирхен) — принцесса Гессен-Кассельская, в замужестве графиня Нассау-Саарбрюккенская.

## Биография
Анна Мария — старшая дочь ландграфа Вильгельма IV Гессен-Кассельского и его супруги Сабины Вюртембергской (1549—1581), дочери герцога Кристофа Вюртембергского.
8 июня 1589 года в Касселе Анна Мария вышла замуж за графа Людвига II Нассау-Вейльбургского (1565—1627). Людвиг познакомился с невестой  во время гран-тура, когда находился в гостях у дяди Людвига IV Гессен-Марбургского и отца Анны Марии. В 1590 году супруги переехали к отцу Людвига Альбрехту в Отвейлер, а в 1593 году Людвиг стал правителем Нассау-Вейльбурга. Анна Мария заботилась о бедных и учредила придворную аптеку. В 1626 году Анна Мария бежала от эпидемии чумы из Саарбрюккена в Нойнкирхен, где умерла. Была похоронена в склепе монастырской церкви в Саарбрюккене.

## Потомки
У Анны Марии и Людвига родились:
- Вильгельм Людвиг (1590—1640), граф Нассау-Саарбрюккена, женат на Анне Амалии Баден-Дурлахской (1595—1651)
- Анна Сабина (1591—1593)
- Альбрехт (1593—1595)
- София Амалия (1594—1612)
- Георг Адольф (1595—1596)
- Филипп (1597—1621)
- Луиза Юлиана (1598—1622)
- Мориц (1599—1601)
- Эрнст Карл (1600—1604)
- Мария Елизавета (1602—1626), замужем за графом Фридрихом X Лейнинген-Дагсбургским (1593—1651)
- Иоганн (1603—1677), граф Нассау-Идштейна, женат на Сибилле Магдалене Баден-Дурлахской (1605—1644), затем на графине Анне Лейнингенской (1625—1668)
- Доротея (1605—1620)
- Эрнст Казимир (1607—1655), граф Нассау-Вейльбурга, женат на графине Анне Марии Сайн-Витгенштейнской (1610—1656)
- Отто (1610—1632), граф Нассау-Вейльбурга в Нейвейльнау